# Sielsowiet Bujnowicze
Sielsowiet Bujnowicze (biał. Буйнавіцкі сельсавет, Bujnawicki sielsawiet; ros. Буйновичский сельсовет) – sielsowiet na Białorusi, w obwodzie homelskim, w rejonie lelczyckim, z siedzibą w Bujnowiczach.

## Demografia
Według spisu z 2009 sielsowiety Bujnowicze i Ostrożanka zamieszkiwało 2127 osób, w tym 2071 Białorusinów (97,37%), 43 Rosjan (2,02%), 6 Ukraińców (0,28%), 3 osoby innych narodowości i 4 osoby, które nie podały żadnej narodowości.
Do 2019 liczba ludności spadła do 1389 osób. Największymi miejscowościami były wówczas Bujnowicze (561 mieszkańców), Buda-Safijeuka (241 mieszkańców), Sinickaje Pole (234 mieszkańców) i Ostrożanka (151 mieszkańców). Liczba ludności żadnej z pozostałych miejscowości nie przekraczała 72 osób.

## Geografia i transport
Sielsowiet położony jest na Polesiu, w północno-wschodniej części rejonu lelczyckiego. Największą rzeką jest Uborć. Większość jego terytorium zajmują lasy.
Przez sielsowiet przebiega droga republikańska R36.

## Historia
12 listopada 2013 do sielsowietu Bujnowicze przyłączono w całości liczący 6 miejscowości sielsowiet Ostrożanka.

## Miejscowości
- agromiasteczko:
  - Bujnowicze
- wsie:
  - Buda-Safijeuka
  - Kanapielka
  - Krupka
  - Lisnaje
  - Mirnaje
  - Ostrożanka
  - Pierwamajsk (hist. Zasunie)
  - Sinickaje Pole (hist. Snicka)
  - Som
  - Ubarckaja Rudnia
  - Wuhły
  - Zabierażnica
  - Zachody
  - Zapolle
  - Zarubane
- osiedle:
  - Czapajeuski (hist. Bereściany Zawod)